# Dick de Lonlay
Dick de Lonlay est le pseudonyme de Georges Hardouin (Saint-Malo, 1845 - Moscou, 25 septembre 1893), écrivain, journaliste et dessinateur français.
Ancien du régiment des guides de la Garde Impériale, il publie d'importants récits et se spécialise dans l'histoire militaire contemporaine en publiant les récits de la Guerre franco-prussienne. Il illustre lui-même ses récits de ses dessins. 
Il devient ensuite correspondant de guerre pour Le Monde illustré, notamment lors de la Guerre russo-turque de 1877-1878.  
Lors de l'épisode boulangiste, il se bat en duel contre Alfred Léon Gérault-Richard.
En 1889, il devient rédacteur en chef du journal Le Drapeau, organe officiel  de la Ligue des patriotes fondée par  Paul Déroulède. 

## Œuvres
- La défense de Saint Privat par le Maréchal Canrobert, chez Garnier Frères, éditeurs, publié en 1890
- Français et Allemands. Histoire anecdotique de Guerre de 1870-1871 (dessins, cartes et plans de l'auteur), 5 tomes chez Garnier Frères, éditeurs 1888
- Au Tonkin, 1883-1885
- De Paris à Moscou, souvenirs du couronnement de S. M. Alexandre III (mai-juin 1883) A. Mame et fils, 1889
- Le Siège de Tuyên Quang du 24 novembre 1884 au 3 mars 1885, Garnier frères, 1887
- Les Marins français depuis les Gaulois jusqu'à nos jours, récits anecdotiques, combats et batailles, biographies. Garnier frères, 1886
- L'Armée russe en campagne : souvenirs de guerre et de voyage par un volontaire du 26e régiment de Cosaques du Don, Garnier, 1888
- Nos gloires militaires, A. Mame et Fils, 1889
- Les combats du Général de Négrier au Tonkin, Garnier, 1889
- En Bulgarie 1877-1878.  Souvenirs de guerre et de voyage. Edition originale, chez Dentu 1883. Il s'agit là du seul livre ou l'on peut voir sur la couverture l'auteur et dessinateur Dick De Lonlay assis carnet de croquis à la main. Une réédition parue chez Garnier frères en 1886 sous le titre : A travers la Bulgarie. Souvenirs de guerre et de voyage.
- L'Amiral Courbet et le Bayard, récits, souvenirs historiques. Garnier frères, 1895
- Nos Gloires militaires contemporaines
- En Tunisie (Sidi-Abdallah, Sfax, Kairouan) - Souvenirs de sept mois de Campagne, chez Dentu,1882. Premier ouvrage de Dick De Lonlay .